# Webb-Pomerene Act
La legge Webb-Pomerence (in inglese Webb-Pomerence Act) è una legge federale degli Stati Uniti d'America approvata nel 1918 che ha permesso di esentare alcune associazioni di esportatori da alcune norme di antitrust. Promossa da Edwin Y. Webb, della Carolina del Nord, e dal senatore dell'Ohio Atlee Pomerene, la legge prevedeva l'immunità dalla regolamentazione antitrust dell'epoca per le aziende che avessero creato dei conglomerati al fine di operare nel commercio di esportazione, ai tempi essenziale per lo sforzo bellico da sostenere durante il conflitto mondiale in corso.
L'atto è stato importante perché ha concesso esenzioni dal Clayton Antitrust Act del 1914. Molti grandi conglomerati che erano stati precedentemente oggetto di inchieste federali antitrust furono così liberi di continuare il loro business "as usual", poiché giustificati dal fatto di sostenere lo sforzo bellico.
Le esenzioni previste dal Webb-Pomerene durarono fino agli anni 1920, in quanto la Federal Trade Commission sospese le indagini su quelle aziende che avevano ottenuto l'esenzione ai sensi della legge del 1918.
La legge Webb-Pomerence rappresenta un tipico caso in cui i cartelli all'esportazione vengono considerati legali.